# Mary Hay (14e comtesse d'Erroll)
Mary Hay, 14e comtesse d'Erroll (morte le 19 août 1758) est une noble écossaise et comtesse suo jure d'Erroll. En tant que 18e Lord-grand-connétable héréditaire et chevalier marischal d'Écosse, elle est le grand officier supérieur parmi les officiers royaux d'Écosse et chef de la maison du roi en Écosse. Elle hérite de ces titres en 1717 à la mort de son frère célibataire, Charles Hay, 13e comte d'Erroll.

## Jeunesse
Elle est la fille aînée de John Hay (12e comte d'Erroll) (petit-fils de George Hay, le fils cadet du septième comte) et de sa femme, Anne Drummond, sœur des ducs jacobites de Perth et Melfort. Son frère aîné est Charles Hay, 13e comte d'Erroll (c. 1680 –1717) et sa sœur cadette est Margaret Hay, qui épouse James Livingston (5e comte de Linlithgow).
Comme ses frères, la comtesse Anne est une jacobite active et un agent secret de la cour exilée du Vieux prétendant, « Jacques III et VIII », à Saint-Germain-en-Laye.

## Carrière

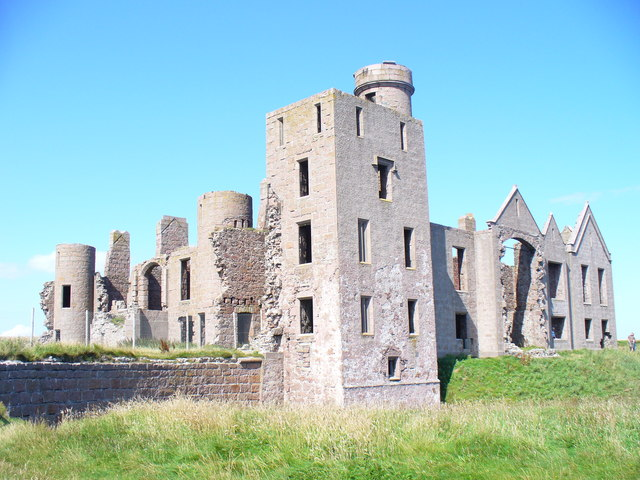
Ruines du château de Slains

Son frère aîné est emprisonné au château d'Édimbourg pour suspicion de trahison, vit en exil sur le continent de 1712 à 1715. En tant que sœur aînée et héritière de leur lignée, elle hérite des dignités dont jouissait son frère sous la nomination du 16 février 1674, le 6 février 1718. Sa demande de devenir High Constable est autorisée lors du couronnement du roi George II de Grande-Bretagne, bien qu'elle ait été représentée par un adjoint.
En 1745, elle lève une armée d'hommes de Buchan pour le prince Charles Edward Stuart. Faisant du château de Slains le centre principal pour le débarquement des agents secrets jacobites, elle a une entente implicite avec l'officier de marine patrouillant la côte de Buchan pour lui faire savoir quand son navire passait au large de Slains. Une fois débarqués à Slains, ils sont amenés à l'intérieur des terres vers une autre de ses forteresses, le château de Delgatie, avec ses cachettes et son passage secret.
Elle utilise Jamie Fleeman, le fou de laird d'Udny, comme messager pour contacter les rebelles jacobites lorsqu'ils se cachent, car il est capable d'errer dans la campagne sans qu'on se pose de questions.
En 1747, en vertu du Heritable Jurisdictions (Scotland) Act 1746 qui abolit les juridictions héréditaires, elle reçoit 1 200 £ pour la justice des Slains.

## Vie privée
Avant août 1722, Hay épouse Alexander Falconer de Delgaty (1682-1745), avocat et fils de David Falconer, Lord Président de la Cour de session. Son frère aîné, David, succède à un cousin éloigné en tant que 5e Lord Falconer of Halkerton. Plus tard, son mari adopte le nom de famille Hay.
Son mari est décédé avant elle en juillet 1745, elle meurt le 19 août 1758 à Slains Castle, comté d'Aberdeen. Comme elle n'a pas d'enfant, les dignités familiales reviennent à son petit-neveu, James Hay (15e comte d'Erroll), petit-fils de sa sœur, Margaret Hay et fils de William Boyd (4e comte de Kilmarnock), qui est exécuté à Tower Hill et déclaré hors la loi en 1746, pour sa part dans le soulèvement jacobite de 1745.